# Melaniparus
Melaniparus – rodzaj ptaków z rodziny sikor (Paridae).

## Zasięg występowania
Rodzaj obejmuje gatunki występujące w Afryce.

## Morfologia
Długość ciała 11,5–16 cm, masa ciała 12–29 g.

## Systematyka
Rodzaj zdefiniował w 1850 roku francuski zoolog Karol Lucjan Bonaparte w publikacji swojego autorstwa o tytule Conspectus generum avium. Bonaparte nie wskazał gatunku typowego. W ramach późniejszego oznaczenia w 1855 roku angielski ornitolog George Robert Gray na typ nomenklatoryczny wyznaczył sikorę czarną (M. niger).  

### Etymologia
- Melaniparus (Melanoparus): gr. μελας melas, μελανος melanos ‘czarny’; rodzaj Parus Linnaeus, 1758 (sikora)[8].
- Pentheres: gr. πενθηρης penthērēs „żałoba” (tj. odziany na czarno), od πενθεω pentheō „opłakiwać”, od πενθος penthos „smutek”[9].
- Aegithospiza: gr. αιγιθος aigithos ‘nieznany ptak’, różnie identyfikowany (w The Key to Scientific Names uznawany za raniuszka (Aegithalos)); σπιζα spiza ‘zięba’, od σπιζω spizō ‘ćwierkać’[10]. Gatunek typowy: Parus fringillinus G.A. Fischer & Reichenow, 1884.

### Podział systematyczny
Do rodzaju należą następujące gatunki:
- Melaniparus rufiventris (Bocage, 1877) – sikora rdzawobrzucha
- Melaniparus albiventris (Shelley, 1881) – sikora białobrzucha
- Melaniparus carpi (J.D. Macdonald & B.P. Hall, 1957) – sikora namibijska
- Melaniparus niger (Vieillot, 1818) – sikora czarna
- Melaniparus leucomelas (Rüppell, 1840) – sikora białoskrzydła
- Melaniparus guineensis (Shelley, 1900) – sikora żółtooka
- Melaniparus funereus J. Verreaux & E. Verreaux, 1855 – sikora ciemna
- Melaniparus griseiventris (Reichenow, 1882) – sikora krawatowa
- Melaniparus fasciiventer (Reichenow, 1893) – sikora smużkowa
- Melaniparus thruppi (Shelley, 1885) – sikora sawannowa
- Melaniparus fringillinus (G.A. Fischer & Reichenow, 1884) – sikora rdzawoszyja
- Melaniparus leuconotus (Guérin-Méneville, 1843) – sikora jasnogrzbieta
- Melaniparus afer (J.F. Gmelin, 1789)  – sikora akacjowa
- Melaniparus cinerascens (Vieillot, 1818) – sikora szara